# 완보동물

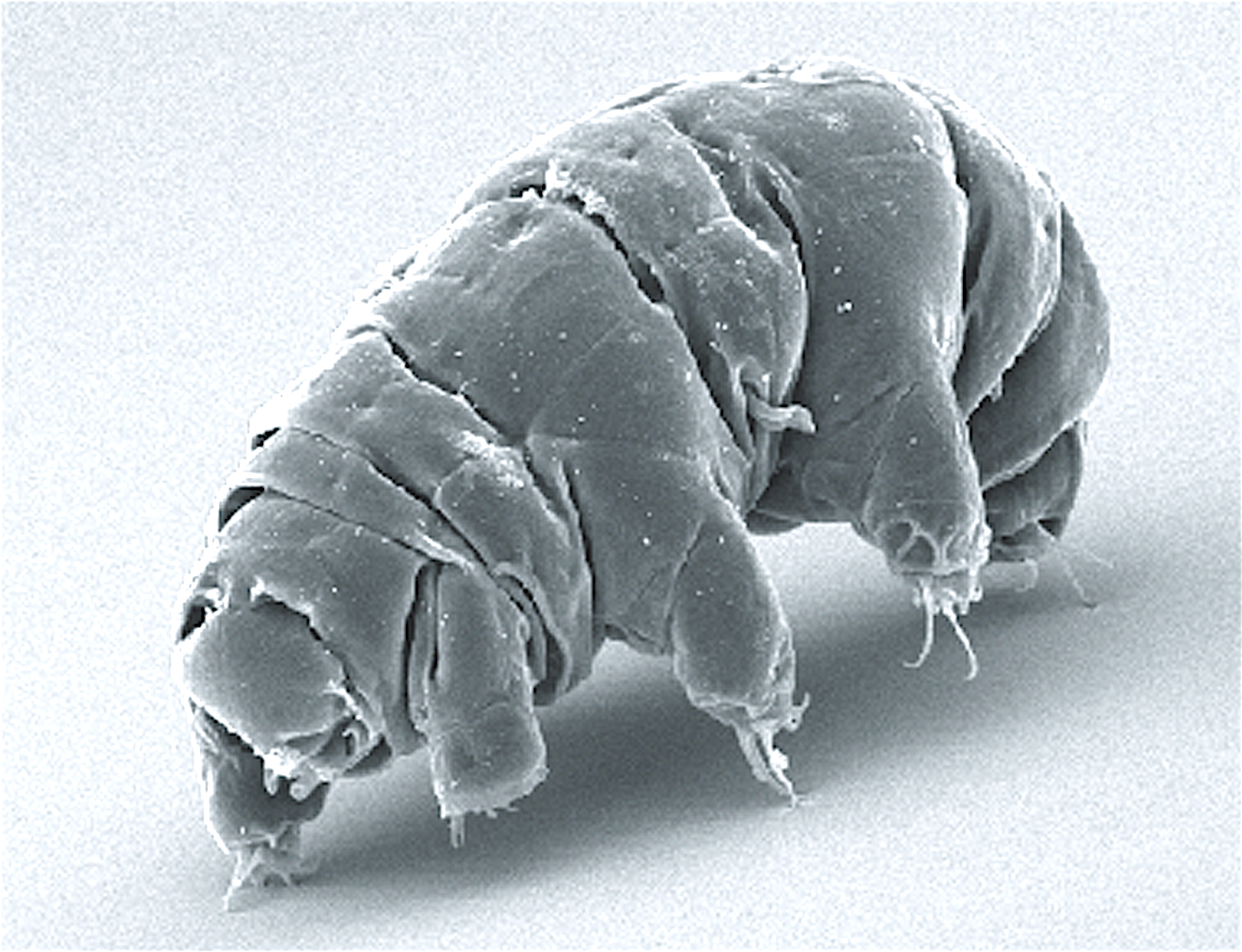
Milnesium tardigradum의 현미경 사진.

완보동물(緩步動物)은 물곰(water bear)이나 곰벌레이라고도 불리는 동물의 한 문으로, 절지동물과 연관이 있다.
1777년, 이탈리아의 생물학자 라차노 스팔란차니는 "느리게 걷는 것들" 이라는 뜻의 Tardigrada 라고 명명하였다.
느릿느릿 곰처럼 걷는 모습으로 인해 물곰이라고 지었다고 한다. 짧고 통통한 4쌍의 다리를 가지고 있으며, 각각의 끝은 발톱(보통 4~10개), 또는 빨판이 있다. 완보동물은 일반적으로 이끼와 지의류에 널리 퍼져있고 미세조류, 박테리아, 원생생물, 곰팡이, 퇴적물, 또는 작은 무척추동물 (선형동물, 윤형동물, 심지어 완보동물)을 먹는다.
현재까지 약 1,500여 종이 발견되었다. 히말라야 산맥 정상에서 깊은 심해까지, 극 지방에서 적도까지 지구 전체에 걸쳐 퍼져 있다.
가사상태에 들어가게 되면, 극한 환경에서도 생존할 수 있다. 물 없이도 10년 이상 생존할 수 있으며, 진공상태에서도 살 수 있다. 섭씨 151도로 끓여도 살고, -273도에서도 견딘다. 실험실에서 배양되는 종의 경우, 평균 수명은 3개월에서 1년이다. 신진대사를 멈추고 휴면 상태로 120년간 지낸 물곰이 발견된 적이 있다는 이야기가 있지만, 정확하지 않다. 5700 그레이(gray)의 X선도 견딜 수도 있다. 방사능의 경우, 가사상태 뿐만 아니라 활성상태에서도 강한 것으로 알려져 있다. 얼어 있을 경우 훨씬 더 오래 생존할 수 있을 것으로 생각된다. 얼마 전 시베리아 24,000년 전 빙하 코어에서 발견된 윤형동물이 다시 깨어나 활동했다는 보고를 보면, 완보동물도 이 정도는 가능할 것이다.

## 크기
가장 큰 성체의 몸길이가 1.5mm이고 가장 작은 개체는 0.1mm채 되지 않는다. 갓 부화한 물곰은 0.05mm보다 작을 수 있다. 비교를 위해 목초 꽃가루의 크기는 0.025~0.04mm이다.

## 서식지
완보동물은 물 속에 있는 이끼 같이 이끼나 지의류에서 발견된다. 발견될 수 있는 또 다른 환경은 모래언덕, 해안, 토양, 잎더미, 해양, 담수퇴적물 등이 있다.

## 해부학적 및 형태학적 특징
완보동물은 통 모양의 몸에 네 쌍의 짤막한 다리를 가지고 있다. 몸은 머리, 한 쌍 씩 다리가 있는 세 개의 체절, 네 번째 다리를 가지고 있는 마지막 마디 부분으로 구성된다. 다리는 관절이 없으며, 발은 각각 4~10개의 발톱을 가지고 있다. 큐티클은 키틴과 단백질을 가지고 있으며 주기적으로 탈피를 한다. 첫 번째 세 쌍의 다리는 측면을 따라 아래쪽을 향하고 있으며 이동의 주요 수단이다. 네 번째 다리는 몸의 마지막 체절에서 뒤쪽으로 향하고 있으며 주로 기질을 잡는데 사용된다.
완보동물은 혹스 유전자와 신체 축의 큰 중간 부분이 부족하다. 사실상, 마지막 한 쌍의 다리를 제외한 몸 전체는 절지동물의 머리 부분과 상동적으로 구성된다.
같은 종의 모든 성체 완보동물은 같은 수의 세포수를 가지고 있다. 어떤 종들은 각 성체마다 40,000개 정도의 세포를 가지고 있는 반면, 다른 종들은 그것보다 훨씬 적다.
체강은 혈강으로 구성되어있지만, 진짜 체강을 찾을 수 있는 곳은 생식샘 주변이다. 호흡기관은 발견되지 않았으며 기체 교환은 전신에 걸쳐 일어날 수 있다. 몇몇 완보동물은 직장과 관련된 세 개의 관상샘을 가지고 있다; 이것들은 절지동물의 말피기관과 유사한 배설기관일 수 있지만 자세한 부분은 명확하지 않다. 또한, 배설관은 없다.

## 하위 분류
- 이완보강 (Heterotardigrada)
- 중완보강 (Mesotardigrada)
- 진완보강 (Eutardigrada)

## 계통 분류
| † | 팜브델루리온 |
|   | 팜브델루리온 |
| † | 케리그마켈라과                                                                                                   |
|   | 케리그마켈라과                                                                                                   |
|   | \| † \| 오파비니아과 \| \| \| 오파비니아과 \| \| † \| 방사치목 \| \| \| 방사치목 \| \| \| 진절지동물 \| \| \| \| |
|   | |
| † | 오파비니아과 |
|   | 오파비니아과 |
| † | 방사치목 |
|   | 방사치목 |
|   | 진절지동물 |
|   | |

| † | 오파비니아과 |
|   | 오파비니아과 |
| † | 방사치목     |
|   | 방사치목     |
|   | 진절지동물   |
|   |              |

| † | 팜브델루리온 |
|   | 팜브델루리온 |
| † | 케리그마켈라과                                                                                                   |
|   | 케리그마켈라과                                                                                                   |
|   | \| † \| 오파비니아과 \| \| \| 오파비니아과 \| \| † \| 방사치목 \| \| \| 방사치목 \| \| \| 진절지동물 \| \| \| \| |
|   | |
| † | 오파비니아과 |
|   | 오파비니아과 |
| † | 방사치목 |
|   | 방사치목 |
|   | 진절지동물 |
|   | |

| † | 오파비니아과 |
|   | 오파비니아과 |
| † | 방사치목     |
|   | 방사치목     |
|   | 진절지동물   |
|   |              |

| † | 팜브델루리온 |
|   | 팜브델루리온 |
| † | 케리그마켈라과                                                                                                   |
|   | 케리그마켈라과                                                                                                   |
|   | \| † \| 오파비니아과 \| \| \| 오파비니아과 \| \| † \| 방사치목 \| \| \| 방사치목 \| \| \| 진절지동물 \| \| \| \| |
|   | |
| † | 오파비니아과 |
|   | 오파비니아과 |
| † | 방사치목 |
|   | 방사치목 |
|   | 진절지동물 |
|   | |

| † | 오파비니아과 |
|   | 오파비니아과 |
| † | 방사치목     |
|   | 방사치목     |
|   | 진절지동물   |
|   |              |

| † | 팜브델루리온 |
|   | 팜브델루리온 |
| † | 케리그마켈라과                                                                                                   |
|   | 케리그마켈라과                                                                                                   |
|   | \| † \| 오파비니아과 \| \| \| 오파비니아과 \| \| † \| 방사치목 \| \| \| 방사치목 \| \| \| 진절지동물 \| \| \| \| |
|   | |
| † | 오파비니아과 |
|   | 오파비니아과 |
| † | 방사치목 |
|   | 방사치목 |
|   | 진절지동물 |
|   | |

| † | 오파비니아과 |
|   | 오파비니아과 |
| † | 방사치목     |
|   | 방사치목     |
|   | 진절지동물   |
|   |              |

| † | 팜브델루리온 |
|   | 팜브델루리온 |
| † | 케리그마켈라과                                                                                                   |
|   | 케리그마켈라과                                                                                                   |
|   | \| † \| 오파비니아과 \| \| \| 오파비니아과 \| \| † \| 방사치목 \| \| \| 방사치목 \| \| \| 진절지동물 \| \| \| \| |
|   | |
| † | 오파비니아과 |
|   | 오파비니아과 |
| † | 방사치목 |
|   | 방사치목 |
|   | 진절지동물 |
|   | |

| † | 오파비니아과 |
|   | 오파비니아과 |
| † | 방사치목     |
|   | 방사치목     |
|   | 진절지동물   |
|   |              |

| † | 팜브델루리온 |
|   | 팜브델루리온 |
| † | 케리그마켈라과                                                                                                   |
|   | 케리그마켈라과                                                                                                   |
|   | \| † \| 오파비니아과 \| \| \| 오파비니아과 \| \| † \| 방사치목 \| \| \| 방사치목 \| \| \| 진절지동물 \| \| \| \| |
|   | |
| † | 오파비니아과 |
|   | 오파비니아과 |
| † | 방사치목 |
|   | 방사치목 |
|   | 진절지동물 |
|   | |

| † | 오파비니아과 |
|   | 오파비니아과 |
| † | 방사치목     |
|   | 방사치목     |
|   | 진절지동물   |
|   |              |

| † | 팜브델루리온 |
|   | 팜브델루리온 |
| † | 케리그마켈라과                                                                                                   |
|   | 케리그마켈라과                                                                                                   |
|   | \| † \| 오파비니아과 \| \| \| 오파비니아과 \| \| † \| 방사치목 \| \| \| 방사치목 \| \| \| 진절지동물 \| \| \| \| |
|   | |
| † | 오파비니아과 |
|   | 오파비니아과 |
| † | 방사치목 |
|   | 방사치목 |
|   | 진절지동물 |
|   | |

| † | 오파비니아과 |
|   | 오파비니아과 |
| † | 방사치목     |
|   | 방사치목     |
|   | 진절지동물   |
|   |              |

| † | 팜브델루리온 |
|   | 팜브델루리온 |
| † | 케리그마켈라과                                                                                                   |
|   | 케리그마켈라과                                                                                                   |
|   | \| † \| 오파비니아과 \| \| \| 오파비니아과 \| \| † \| 방사치목 \| \| \| 방사치목 \| \| \| 진절지동물 \| \| \| \| |
|   | |
| † | 오파비니아과 |
|   | 오파비니아과 |
| † | 방사치목 |
|   | 방사치목 |
|   | 진절지동물 |
|   | |

| † | 오파비니아과 |
|   | 오파비니아과 |
| † | 방사치목     |
|   | 방사치목     |
|   | 진절지동물   |
|   |              |

"

## 같이 보기
- 판스페르미아설